# Balowci
Balowci (bułg. Бальовци) – wieś w Bułgarii, w obwodzie sofijskim, w gminie Ichtiman. Według danych szacunkowych Ujednoliconego Systemu Ewidencji Ludności oraz Usług Administracyjnych dla Ludności, 15 września 2022 roku miejscowość liczyła 58 mieszkańców.
W części wsi Starija dyb znajduje się nowo wybudowana kaplica „Narodzenia Najświętszej Marii Panny”. Miejscowość charakteryzuje ogromna różnorodność willi i domków letniskowych.
Niedaleko miejscowości znajdują się cztery jaskinie, nazwane Manastriszte 1–4. Dostęp doń jest wolny, ale zalecane jest zwiedzanie z doświadczonym przewodnikiem.